# 山田豊三郎
山田 豊三郎（やまだ とよさぶろう、1922年（大正11年）10月13日 - 2009年（平成21年）7月18日）は、日本の政治家。第21代大津市長（1980年 - 2004年）。
市助役などを務めた後、6期にわたり大津市長を務め市の都市整備などを行った。「豊さん」、「山豊さん」のあだ名で親しまれた。元全国市長会相談役。大津市名誉市民。旭日中綬章。趣味は映画、歌謡、ダンス。

## 来歴・人物

### 初期の経歴
滋賀県野洲郡玉津村赤野井（現・守山市）の農家、堀出家に出生。のち、大津市出身の山田美惠子と結婚し、山田姓に改める。
1943年11月に満州国立新京法政大学特修科経済学部卒業。1944年、学徒出陣で遼陽の第33連隊に配属、第120師団輕重隊に配属される。
終戦後、1945年12月に大津市役所に入所、1951年から人事課長、国民健康保険課長、市長公室長、公営企業部長、総務部長、企画部長、建設部長、企画室長を歴任。農地改革や健康保険料の徴収、米軍基地跡の観光施設化などを行った。1972年6月から助役となった。

### 大津市長
1980年4月15日、大津市長の山田耕三郎が参院選出馬のため辞職。同年6月6日に後継者に指名され、全政党の推薦を受けて無投票で初当選。助役に市企画財政室長の中野久雄、収入役に同市民部長の疋田龍雄が就任した。1984年5月27日にまた無投票で再選した。1988年に「市民を裏切った」として共産党と決別、同年から92年、96年の市長選で3度にわたって共産党候補と一騎討ちとなったが、山田はすべて勝利した。
山田は市長として、「市民の心を心とする市政」を信条とし、「人間性の尊重」「市民自治の確立」「環境の保全と創造」の基本理念に10の政策を合わせた「三つの理念と10の政策」をスローガンにした。道路、駅や下水道や産廃施設などのインフラストラクチャー整備、老人ホームなど地域福祉施策、小中学校の整備などを行った。また、世界水フォーラムや日本女性会議などの誘致も行った。
山田は非常に高齢で、あまりにも多選されたため多くの議論となった。山田が在任中に何度も、市長選挙では最低投票率が更新された。長期市政を支えた市の自治会との癒着も議論を呼んだ。特に市政を支え続けた、自治連合会長の山本俊一とは「刎頚の友」と呼ばれた。
1998年8月、「大津市と長春市との友好都市交流および長春中日友好会館建設に貢献」を理由として長春市名誉市民に表彰される。
1999年には市制百周年を花道に、「21世紀の橋渡し」として引退するとしていた。市議会の与党会派も勇退勧告を出していた。しかし、翌年1月には考えを捨てて出馬を決意。すでに県庁所在地の市長で最高齢になっていた、2000年の選挙に出馬して6選した。
2003年10月に両ひざ関節炎で入院した後、12月24日に健康不良を理由に引退を宣言した。12月26日付で辞職。2004年5月予定の次期市長選挙は1月に前倒しとなり、後任には自公推薦の目片信が当選した。

### 退任後
2004年4月21日に「県都として、近畿の中核都市として、市政の着実な発展に尽くされた功績は、誠に大である」として大津市名誉市民に表彰される。同年の秋の叙勲で旭日中綬章を受章。
2009年7月18日、肺炎のため大津市の病院で死去。86歳没。
2009年10月3日、大津市民会館で大津市と同市議会により追悼式が営まれた。

## 親族
長男の山田実は滋賀銀行専務取締役を務めた後、2009年より滋賀県監査委員に就任している。